# 西尔索
西尔索（Silsoe）是英国贝德福德郡的一个村庄和民政教区。这是一座古老的村庄，历史可以追溯至13世纪，和韦斯特花园息息相关。2007年之前，克兰菲尔德大学在此有一个校区。